# 철원 동송읍 마애불상
철원 동송읍 마애불상(鐵原 東松邑 磨崖佛像)은 대한민국 강원특별자치도 철원군 동송읍 이평리에 있는 고려시대의 마애불상이다. 1984년 6월 2일 강원특별자치도의 문화재자료 제33호로 지정되었다.

## 현재 모습
강원특별자치도 철원군 동송읍 해발 350m의 금학산 동쪽자락 중턱의 거대한 바위면을 다듬어 조각한 마애불입상이다. 동남향을 하고 있는 불상은 전체 높이 576cm, 불신 높이 450cm, 머리 높이 134cm이다. 몸 부분은 바위면에 직접 새기고 머리 부분은 다른 돌로 만들어 몸통에 꽂아 결합시켰다.
평면적인 불신에 비하여 머리는 입체적인 형태로, 삼도(三道)가 뚜렷한 원통형의 굵고 길다란 목이 함께 붙어 있다. 민머리 위에는 상투 모양의 높직한 머리묶음이 표현되었으며, 얼굴은 긴 네모꼴의 타원형으로 원만한 인상을 하고 있다.
손모양은 아름다운 선을 사용하여 비교적 사실적으로 묘사하였는데, 오른손은 손등을 밖으로 하여 아래로 내려뜨린 채 가운데 손가락과 새끼 손가락을 구부려 옷자락을 살며시 잡고 있다. 왼손은 가슴 앞에서 손바닥을 밖으로 하고 가운데 손가락과 새끼 손가락을 구부리고 있다.
마애불상 주위에는 고려 전기에 만들어진 것으로 추정되는 석탑의 조각들과 대좌(臺座)로 생각되는 연꽃 모양의 돌 등이 흩어져 있다.

## 사진

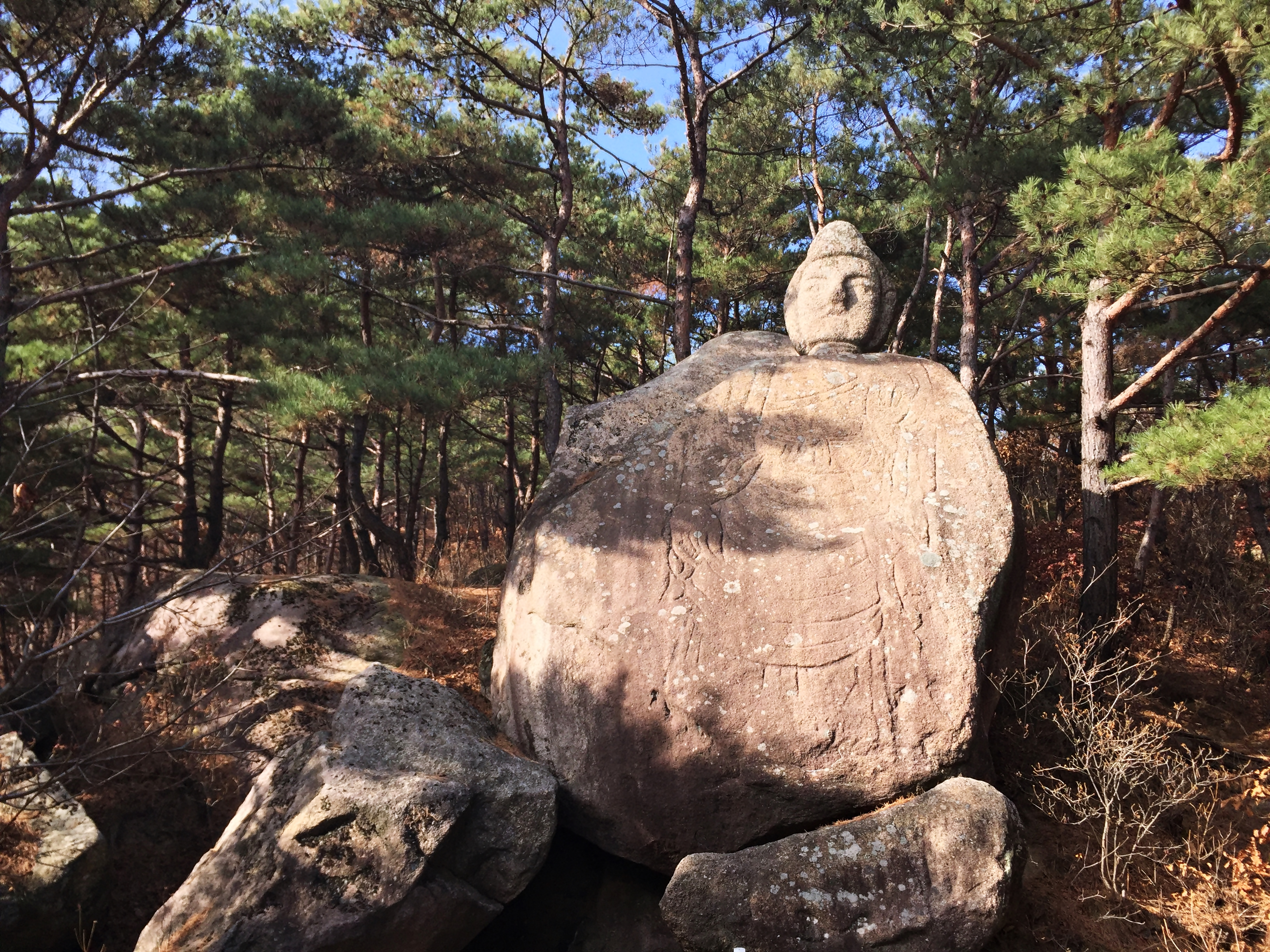
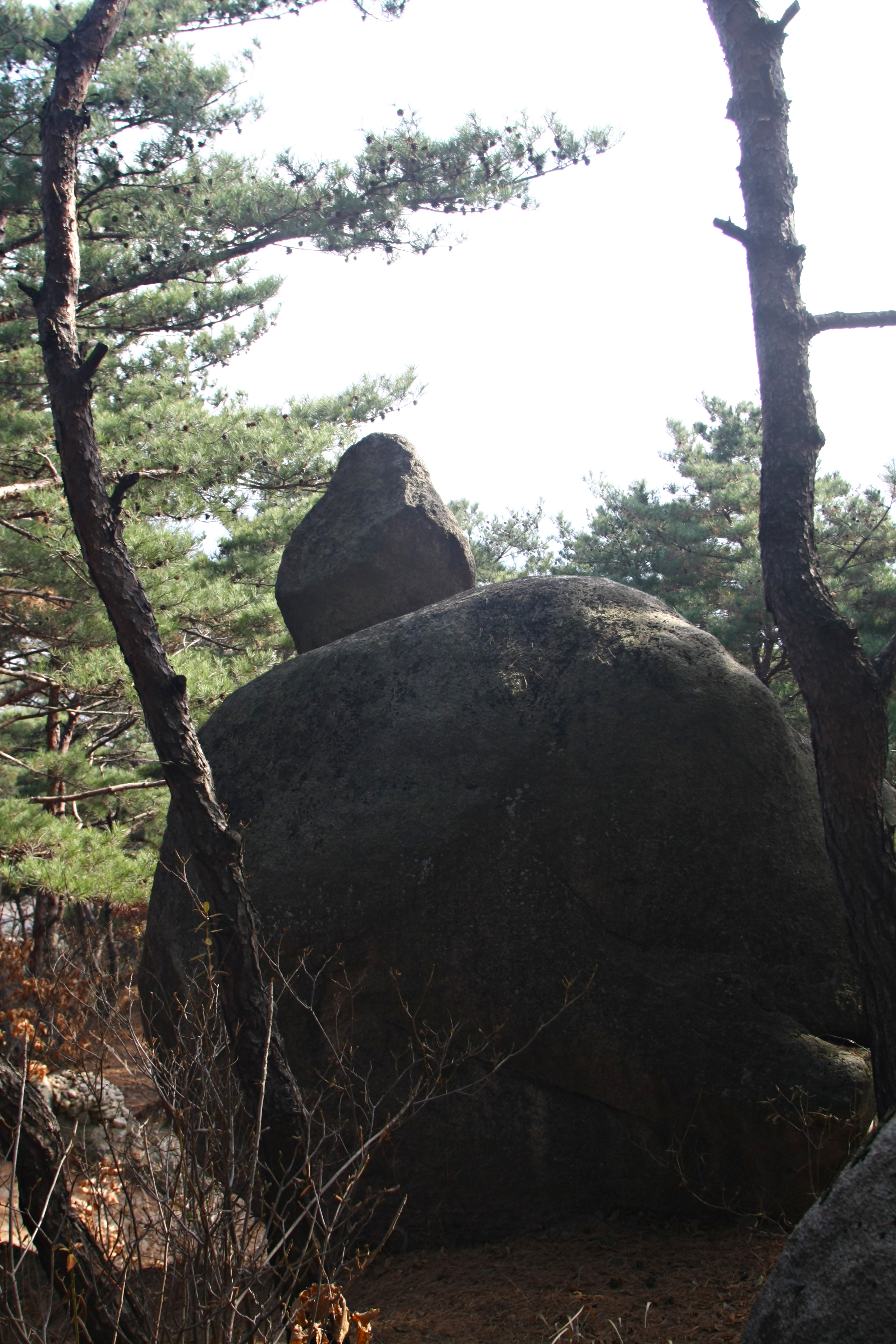
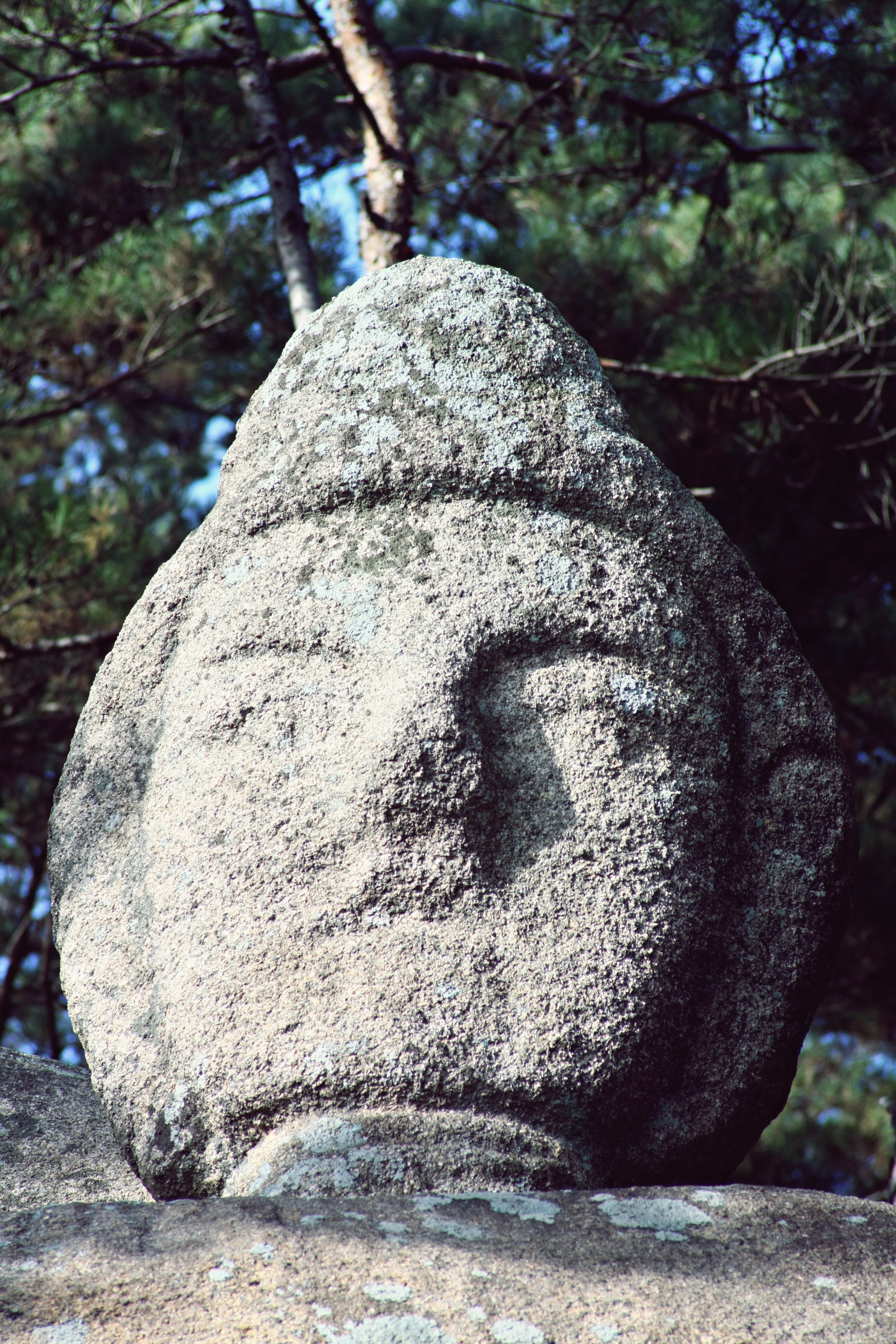
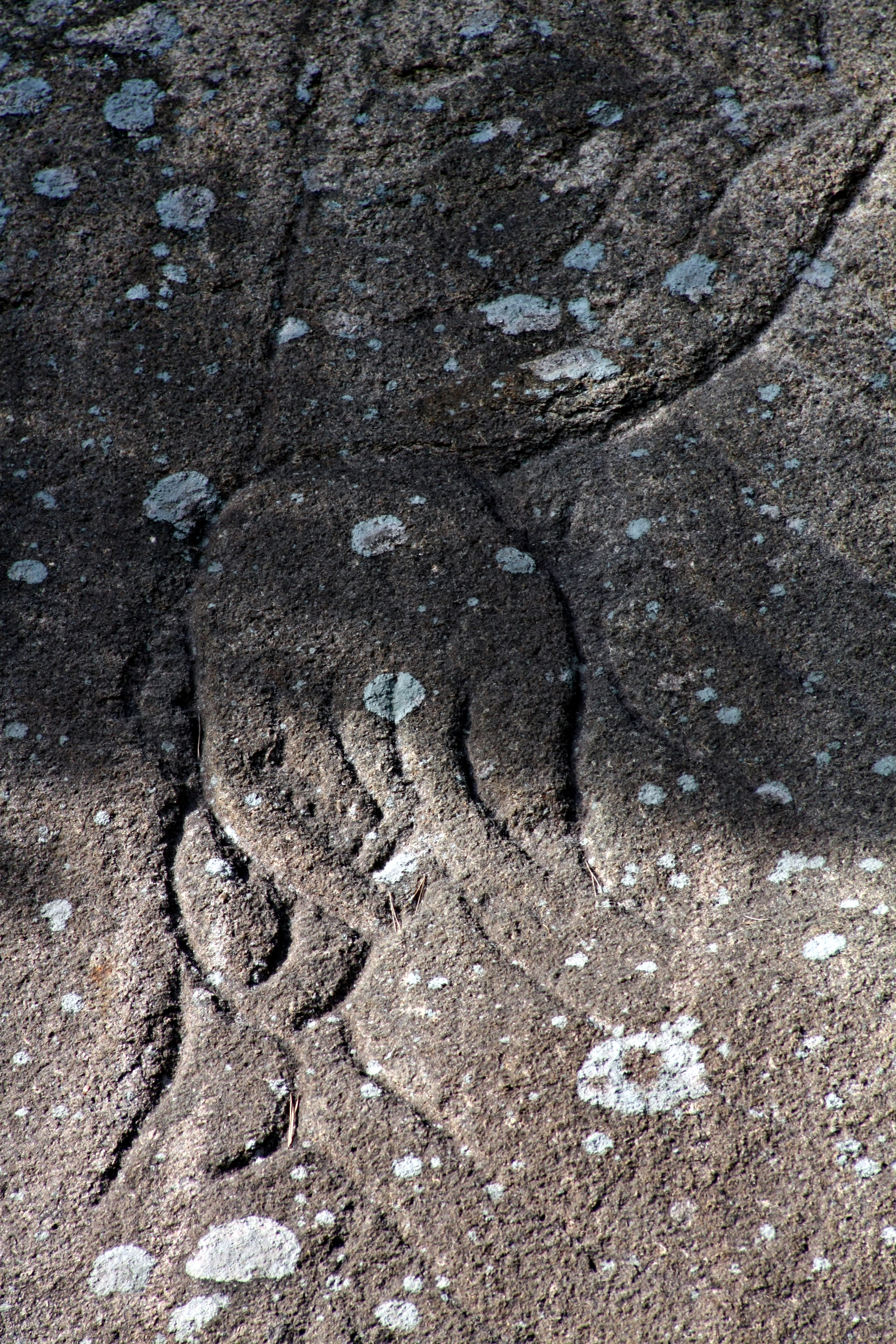
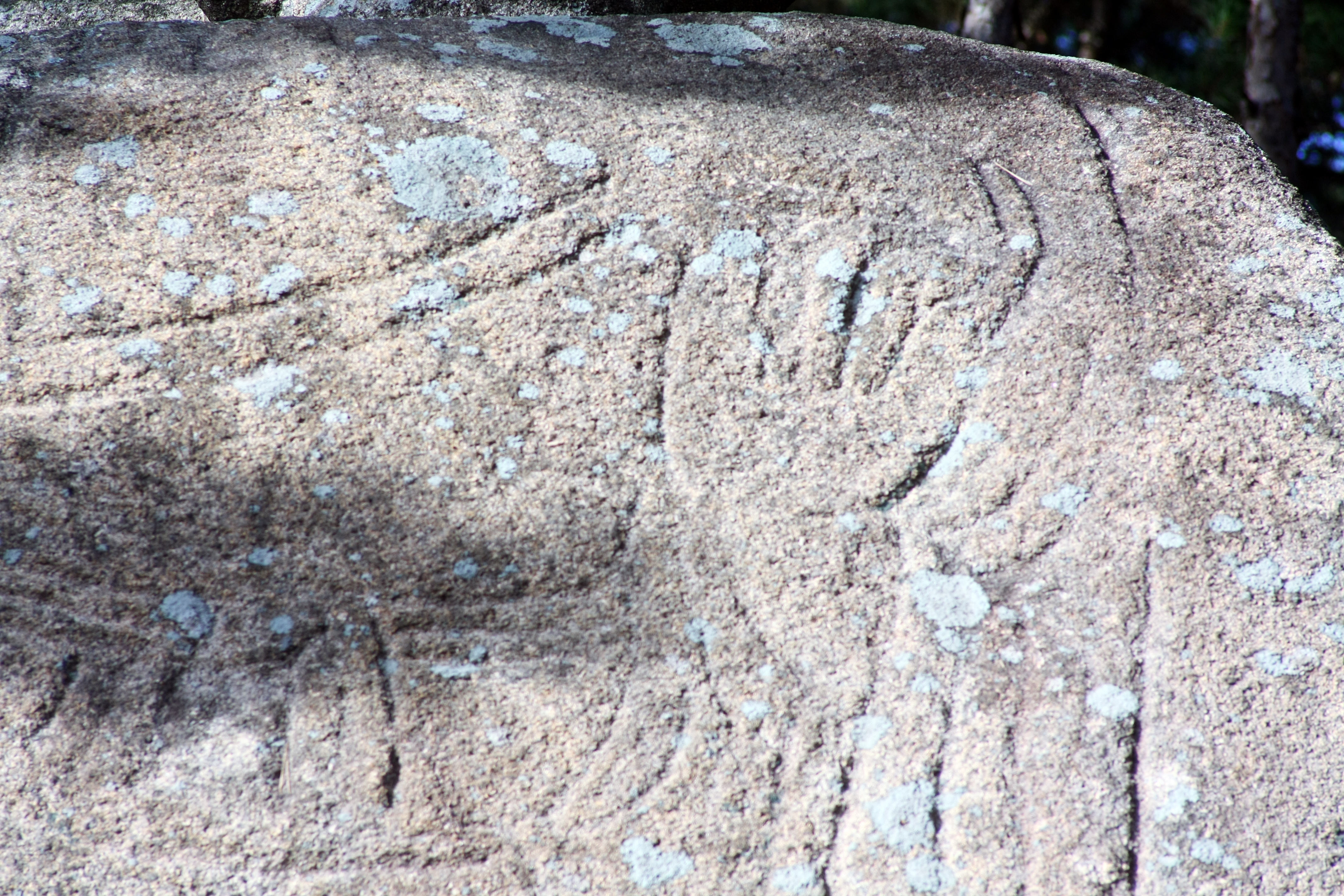
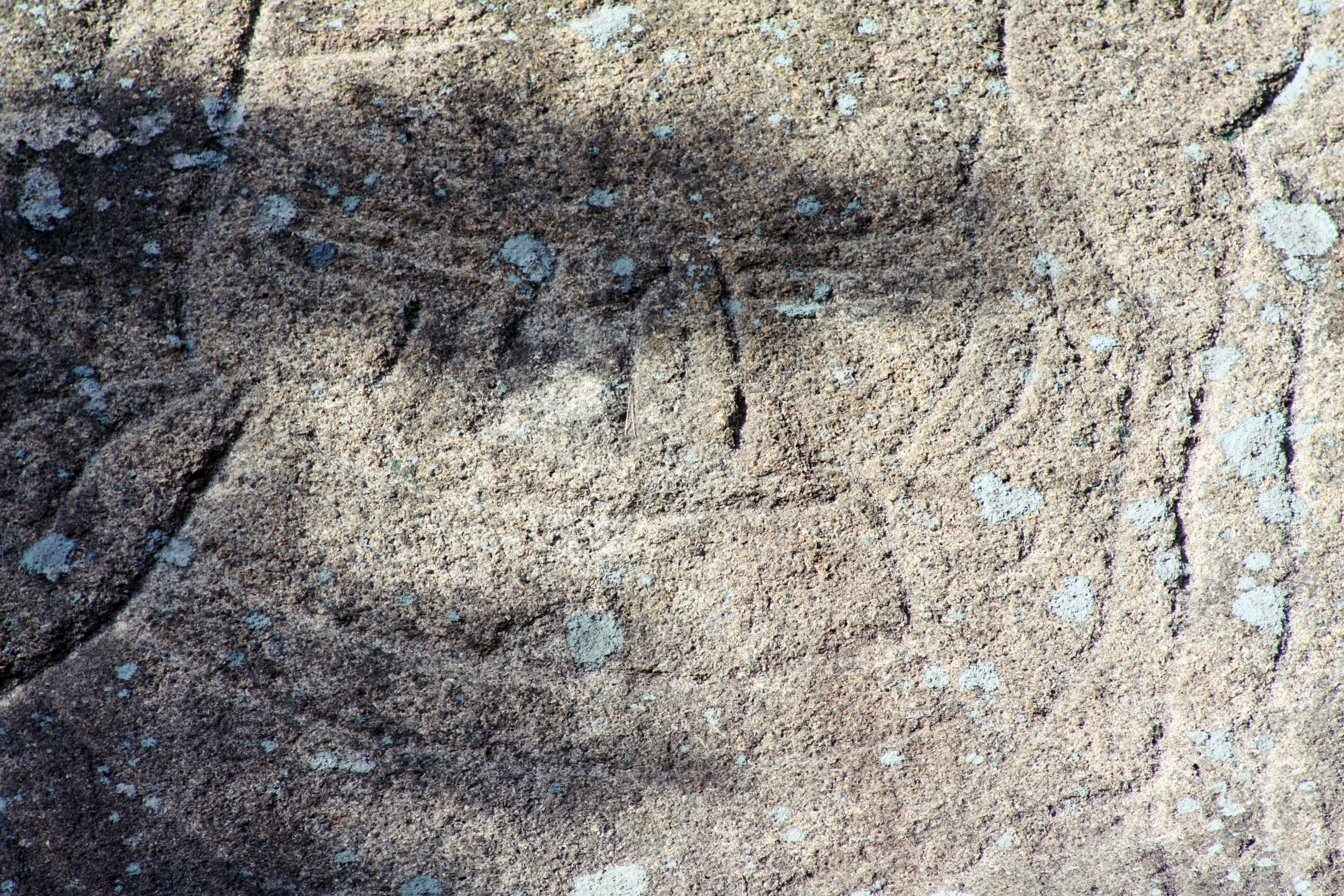

## 참고 자료
- 동송읍마애불상 - 국가유산청 국가유산포털